# Web Journal on Cultural Patrimony
Web Journal on Cultural Patrimony. Revista de carácter académico (ISSN 1827-8868).
A revista está vocacionada para o estudo, protecção, conservação e valorização do Património cultural, material e imaterial. Foi criada pelo prof. Fabio Maniscalco, em Junho de 2006, na cooperação com os mais de 50 Universidades e Centros de Pesquisa.
O WJCP é dirigido pelo Fabio Maniscalco.
Todos os artigos estão disponíveis online, em italiano e inglês, http://www.webjournal.unior.it